# Lucius Autronius Paetus
Lucius Autronius Paetus est un sénateur romain de la fin de la République romaine. Il est consul suffect en 33 av. J.-C.

## Famille
Il est probablement le fils ou le neveu de Publius Autronius Paetus. Ce dernier est élu consul pour l'an 65 av. J.-C. avec Publius Cornelius Sulla mais ne peut accéder à sa magistrature car il est accusé, avec son co-consul, de brigue, c'est-à-dire d'achat du vote d'électeurs. Tous deux sont destitués avant le début de leur mandat,.

## Biographie
C'est un partisan d'Octavien. Il devient consul suffect en l'an 33 av. J.-C., remplaçant Octavien dès le 2 janvier,,. Il a pour collègue Lucius Volcacius Tullus jusqu'au milieu de l'année. Il est remplacé par Lucius Flavius pour un jour, puis par Marcus Acilius Glabrio.
Il est ensuite proconsul d'Afrique possiblement entre 29 et 28 av. J.-C. et il célèbre un triomphe cette dernière année.